# Galaga
Galaga — видеоигра в жанре фиксированного шутера, разработанная компанией Namco в виде аркадного игрового автомата в 1981 году. Издана в Японии компанией-разработчиком и в США компанией Midway. Игра является продолжением Galaxian, выпущеной в 1979 году, и второй в одноимённой серии игр.
Разработкой руководил Сигэру Йокояма с небольшой командой. Первоначальное планирование заняло около двух месяцев. Первоначально игра разрабатывалась для аркадной платформы Namco Galaxian, но по предложению отдела исследований и разработок Namco она была перенесена на новую систему. Вдохновением для создания механики двойного истребителя послужил фильм, который Йокояма видел до начала разработки, где корабль захватывался с помощью большого кругового луча. Проект приобрёл огромную популярность в компании, им даже заинтересовался президент Namco Масая Накамура.
Несмотря на то, что ранние тестирования на местах оказались неудачными, Galaga получила признание критиков и является одной из самых успешных аркадных игр. Она широко считается классикой золотого века аркадных видеоигр и одной из величайших видеоигр всех времён. Критики высоко оценили её геймплей, инновации, захватывающий характер и улучшения, сделанные по сравнению с её предшественницей. Было выпущено несколько домашних портов для множества платформ, включая MSX, Atari 7800 и Nintendo Entertainment System, а также релизы на таких площадках цифровой дистрибуции, как Xbox Live Arcade. Galaga также включена во многие сборники Namco. В 1984 году вышло продолжение игры, Gaplus.

## Игровой процесс

Босс Галаги находится в центре экрана и использует притягивающий луч, а истребитель игрока находится в правой части экрана снизу. В верхней части экрана собран строй пришельцев, который необходимо уничтожить.

Galaga — игра в жанре фиксированного шутера. Игрок управляет одиноким звездолётом в нижней части экрана, который должен помешать силам Галаги уничтожить все человечество. Цель каждого этапа — победить всех пришельцев Галаги, которые собираются в строй в верхней части экрана. Как и в игре Galaxian, пришельцы пикируют на игрока, одновременно отстреливая снаряды; столкновение со снарядами или пришельцами приводит к потере жизни.
На вершине вражеского строя находятся четыре больших инопланетянина, — «Боссы Галаги», — для уничтожения которых требуются два выстрела. Эти пришельцы могут использовать притягивающий луч, чтобы захватить корабль игрока. Захват корабля приводит к потере одной жизни. Если остались дополнительные жизни, у игрока есть возможность сбить «Босса Галаги», удерживающего захваченный корабль. Если сбить его, когда он пикирует на игрока, захваченный корабль будет спасён, и он присоединится к кораблю игрока, образуя синхронно стреляющую спарку, соответственно, удваивается плотность огня. Однако если уничтожить «Босса Галаги» с захваченным кораблём, пока тот находится в строю, то истребитель обратится против игрока и будет действовать как инопланетянин.
Некоторые враги могут превращаться в новые типы с различными видами атак, а один даже принимает форму флагмана Galaxian. Этапы обозначаются эмблемами, расположенными в правом нижнем углу экрана. По мере прохождения игры враги становятся более агрессивными, увеличивают количество снарядов и пикируют вниз с большей скоростью. Третий этап и каждый четвёртый последующий — это бонусные этапы, на которых пришельцы летают в заданной формации, не стреляя в игрока.

## Разработка
Galaga была создана японским разработчиком Сигэру Йокоямой, давним ветераном компании Namco. Первым большим хитом компании Namco в игровых автоматах стала игра Galaxian 1979 года, которая считается одной из первых видеоигр, использовавших цветную RGB-графику. Успех игры заставил Namco выпустить большое количество аркадных плат Namco Galaxian, чтобы удовлетворить спрос.
К началу 1980-х годов игру становилось все труднее продавать, поэтому, чтобы помочь избавиться от запасов, Йокояме поручили создать две новые игры, которые могли бы работать на плате Namco Galaxian. Первой из них была King & Balloon 1980 года, фиксированная стрелялка, которая считается первой видеоигрой, в которой использовалась синтезированная речь. Вторая же игра по предложению подразделением исследований и разработок Namco была сделана для более нового оборудования. Эта новая аркадная платформа была названа Namco Galaga и использовалась в таких играх, как Bosconian 1981 года и Dig Dug 1982 года. Хотя Йокояма не получил чётких указаний сделать игру-стрелялку, руководство выразило желание, чтобы он сделал игру, похожую на Galaxian. Первоначальное планирование проекта заняло два месяца.
Идея создания двойного истребителя возникла из-за желания Йокоямы создать врагов с разными стилями атаки. Притягивающий луч, испускаемый «боссом Галаги», был вдохновлён фильмом, в котором корабль персонажа был захвачен круговым лазером. Йокояма воплотил эту идею в Galaga, где враг мог захватить корабль игрока лучом, и его нужно было спасать. Первоначально спасение захваченного корабля давало игроку дополнительную жизнь, но вскоре это было решено заменить на то, чтобы спасённый корабль сражался вместе с игроком. Сначала эта идея оказалась непростой — из-за аппаратных ограничений игра могла отображать только ограниченное количество спрайтов, в результате чего двойной истребитель не мог больше стрелять ракетами. В качестве обходного пути Йокояма создал спрайт 16x16 для корабля и спрайт 16x16 для пуль, уменьшив общее количество спрайтов на два.
Вдохновлённый антрактами в Pac-Man и бонусными этапами в Rally-X, Йокояма добавил специальный бонусный уровень. Во время планирования ведущий программист Тэцу Огава сообщил ему об ошибке, из-за которой враги просто улетали с экрана вместо того, чтобы двигаться в строю. Огава выразил заинтересованность во внедрении этой идеи в игру, что привело к появлению специальных Challenging Stages этапов. Изначально враги летали по одной схеме, но потом их стало больше, чтобы повысить реиграбельность игры. Графический дизайнер Хироси Оно разработал многие спрайты, включая корабль игрока и «босса Галаги».
Перед тестированием на местах команда сосредоточилась на разработке карточки с инструкциями — листа бумаги, на котором показано, как играть в игру. Текстом занимались проектировщики, а собственно дизайном — графический дизайнер. Изначально карточка показывала расположение элементов управления и основы игры, но в самом начале их убрали из-за того, что они были слишком скучными. Йокояма предложил, чтобы карточка вместо этого демонстрировала механику двойного истребителя, чтобы привлечь игроков. Команда продолжала приносить эскизы президенту Namco Масаё Накамуре, который продолжал отклонять их, пока не приказал команде просто сделать их перед ним.
Команде было позволено самостоятельно устанавливать сроки, что было обусловлено существовавшей в то время корпоративной структурой Namco. Отзывы о проекте давали Накамура и другие сотрудники, включая создателя Pac-Man Тору Иватани. Несмотря на огромную популярность игры в компании, ранние тестирования на местах не оправдали ожиданий из-за того, что игроки могли довольно долго играть на одной монете, что приносило низкий доход. Хотя Йокояма заявил, что популярность игры все ещё может принести доход, руководство Namco поручило команде повысить уровень сложности. Galaga была выпущена в Японии в сентябре 1981 года. В Северной Америке она была выпущена компанией Midway Games в октябре того же года.

### Переносы на другие игровые системы
Sega-Galaga, первая домашняя версия игры Galaga, была издана компанией Sega для игровой приставки SG-1000 в 1983 году. Версия для MSX вышла годом позже, в 1984 году. В 1985 году в Японии была выпущена версия для Family Computer, которая позже была переиздана компанией Bandai на международном рынке для Nintendo Entertainment System, а в Северной Америке игра получила подзаголовок Demons of Death. Компания Atari, Inc. издала версию для Atari 7800 в качестве одной из тринадцати стартовых игр для приставки. В Европе компания Aardvark Software выпустила в 1983 году неофициальный порт для BBC Micro и Acorn Electron под названием Zalaga, который был охарактеризован изданием Computer and Video Games как «верный аркадному оригиналу».
Namco в 1995 году издала в Японии версию для Game Boy, Galaxian & Galaga, где в комплекте с Galaga также поставлялась и Galaxian. Nintendo издала игру за пределами Японии под брендом Arcade Classic. Было выпущено две версии для мобильных телефонов, обе только для Японии; первая — для i-Mode в 2001 году, а вторая — для EZweb в 2006 году. Оригинальная аркадная версия игры была переиздана в 2006 году для сервиса Xbox Live Arcade с онлайн-таблицами лидеров и достижений. Версия для NES была перенесена на Wii Virtual Console в 2007 году, а следом в 2009 году была перенесена и аркадная версия. Порт для Roku был издан в 2011 году. В 2013 году версия для NES была выпущена на виртуальной консоли 3DS и Wii U. В 2016 году Galaga стала одной из четырёх игр, выпущенных под брендом Arcade Game Series, который был издан для Xbox One, PlayStation 4 и Microsoft Windows.
Galaga была включена в различные сборники Namco, в том числе Namco Museum Vol. 1, Namco Museum 64, Namco Museum 50th Anniversary, Namco Museum Virtual Arcade, Namco Museum Essentials и Namco Museum Megamix. Игра 2010 года Pac-Man Party для Wii и её версия для Nintendo 3DS включают Galaga в качестве дополнительной игры, а кроме неё также и аркадные версии игр Dig Dug и Pac-Man. В честь 30-летия игры в 2011 году для устройств iOS был выпущен ремейк в высоком разрешении в рамках сборника Galaga 30th Collection, в который также вошли ремейки Galaxian, Gaplus и Galaga ’88. Наряду с сиквелом Galaga Legions для Xbox 360 и PlayStation 3, игра была перенесена на Nintendo 3DS в 2011 году в составе сборника Pac-Man & Galaga Dimensions. Оригинальная версия также была добавлена в сборник Namco Arcade для iOS в 2012 году. Версия для NES является одной из 30 игр, вошедших в NES Classic Edition.

## Отзывы
| Сводный рейтинг     | Сводный рейтинг |
| Агрегатор           | Оценка          |
| ------------------- | --------------- |
| GameRankings        | 67,35 %         |
| Иноязычные издания  |                 |
| Издание             | Оценка          |
| AllGame             | [ 41 ]          |
| Eurogamer           | [ 42 ]          |
| Famitsu             | 24/40           |
| GameSpot            | 6,5/10          |
| GameSpy             | 8/10            |
| IGN                 | 7,5             |
| Nintendo Life       | 7/10            |
| Electric Playground | 8/10            |
| Joystick            | 80 % (NES)      |

Galaga была встречена критиками с одобрением, многие отмечали её захватывающий характер, структуру игрового процесса, инновации и усовершенствования по сравнению с предшественницей, а сама игра была популярной в золотой век аркадных видеоигр. В Японии она стала шестой самой кассовой аркадной игрой 1981 года, затем третьей самой кассовой аркадной игрой 1982 года, а затем десятой самой кассовой аркадной игрой в формате автомата-стола в первой половине 1986 года. В Северной Америке она регулярно появлялась в ежемесячном чарте продаж журнала RePlay с апреля 1980 по апрель 1987 года, уступая лишь Monaco GP от Sega. В Соединённых Штатах Galaga вошла в десятку самых кассовых аркадных игр 1983 года.
Обозреватель журнала Computer + Video Games высоко отозвался о сложности и усовершенствованиях, сделанных по сравнению с Galaxian, а журнал Arcade Express отметил эту игру «Почётным упоминанием» в своих награждениях аркад 1983 года. Японское издание Amusement Life заявило, что чувство волнения и быстрый темп действия делают Galaga «обязательной игрой», а также похвалило уникальную механику двойного истребителя и красочную графику. Журнал Vidiot назвал игру седьмой лучшей аркадой 1983 года, отметив, что разнообразие игрового процесса, механика двойного истребителя и бонусные этапы выделяют её среди других игр.
В ретроспективном обзоре 1998 года издание AllGame отметило, что стратегия игрового процесса выделяется среди других игр подобного типа, характеризуя её как «идеально сбалансированный шутер-экшн». Рецензируя домашнюю версию для NES, GameSpy назвал Galaga «обязательной игрой для любителей аркад», похвалив точное воспроизведение аркадной версии в плане графики, звуковых эффектов и игрового процесса. IGN также высоко оценил стратегический элемент механики двойного истребителя и захватывающий игровой процесс в версии для NES. GameSpot в своём обзоре версии для Xbox 360 заявил, что игровой процесс был «таким же сложным, как и раньше», похвалив добавление онлайновых таблиц лидеров и за то, что игра является точной аркадной версией. Обозреватель Eurogamer согласился с этим, отметив, что таблицы лидеров повышают увлекательность игры.
Обозреватели хвалили порты игры Galaga за их верность аркадному оригиналу. Nintendo Life похвалил порт версии NES для виртуальной консоли 3DS за точную копию оригинала, заявив, что она «удивительно хорошо сохранилась» и к ней стоит вернуться. Журнал Games похвалил улучшения по сравнению с такими играми, как Space Invaders и Galaxian, отметив, что Galaga не теряет своей актуальности и спустя годы. Журнал Joystick высоко оценил точное воспроизведение аркадного оригинала в версии для NES, особенно в графике и структуре игрового процесса. Журнал Famicom Tsūshin высоко оценил точность переработки игры для Game Boy, наряду с поддержкой периферийного устройства Super Game Boy, а журнал Electric Playground заявил, что игра «должна быть в списке ваших следующих покупок для Game Boy». Некоторые издания выразили разочарование выпуском для домашних приставок за отсутствие дополнительных функций. GameSpot выразил недовольство отсутствием онлайнового многопользовательского режима в версии для Xbox 360, а также отсутствием обновлённых графических настроек, заявив, что игра «ужасно голая» по сравнению с другими версиями для XBLA. Eurogamer выразил недовольство высокой ценой версии для Xbox 360, а также тем, что достижения «оскорбительно легко» получить.
Galaga была включена многими изданиями в список величайших видеоигр всех времён. В 1995 году журнал Flux включил её в список «100 лучших видеоигр» под номером 57, а Game Informer в 2010 году включил её в список «200 лучших игр всех времён» под номером 23. Next Generation поставил её на 96 место в списке «100 лучших игр всех времён» за её инновации в жанре shoot 'em up в целом и на 17 место в списке «50 лучших игр всех времён». В 2001 году Game Informer поставил её на 19-е место среди величайших видеоигр, назвав её лучшей игрой в жанре фиксированного шутера. Electronic Gaming Monthly включил её под номером 20 в списки «100 лучших игр всех времён» в 1997 году и «100 лучших игр всех времён» в 2001 году, а также под номером 28 в список «200 величайших видеоигр своего времени» в 2006 году. Пользователи GameFAQs признали её 15-й величайшей игрой из когда-либо созданных в 2004 году и 10-й в 2009 году. В 2011 году сотрудники GameSpy поставили её на восьмое место среди лучших аркадных игр всех времён. Galaga заняла 93 место в рейтинге IGN «100 лучших игр всех времён» за увлекательный игровой процесс и многолетнюю привлекательность. Killer List of Videogames включил её в свой список «100 лучших видеоигр» под номером 27, а также на 4 место среди самых коллекционируемых аркадных игр и на 2 место среди самых популярных на их сайте. Electronic Gaming Monthly поместил аркадную машину-сборник Ms. Pac-Man/Galaga — Class of 1981 на второе место среди лучших аркадных игр всех времён.

## Наследие
Вскоре после выхода игры Namco выпустила для автобусов и самолётов миниатюрные игровые автоматы Galaga, которые размещались в небольших 17-дюймовых ЭЛТ-мониторах. В 2000 году по случаю 20-летия игры компания Namco выпустила аркадный автомат, в котором комплектовалась игра Ms. Pac-Man и который назывался Ms. Pac-Man/Galaga — Class of 1981. В 2005 году был выпущен аналогичный игровой автомат, в который также входил оригинальный Pac-Man, выпущенный в честь его 25-летнего юбилея. Galaga также включена в игры Pac-Man’s Arcade Party и Pac-Man’s Pixel Bash.
Galaga появлялась в виде камео в таких фильмах, как «Военные игры», «Парень-каратист», «Самолётом, поездом и автомобилем», «Мстители» и «Пиксели». Подводная лодка, названная в честь игры, появляется в телесериале «Остаться в живых» канала ABC. В 2009 году компания Hallmark Cards выпустила украшение в виде миниатюрного аркадного игрового автомата Galaga, которое воспроизводило звуковые эффекты из игры. В 2019 году исследователи из Университета штата Северная Каролина назвали вымерший вид акул из Западного внутреннего моря конца мелового периода именем Galagadon из-за того, что зубы акулы имели сходство с пришельцами из игры Galaga. Galaga также является предметом нескольких турниров на высокие результаты; по состоянию на 2020 год мировой рекорд принадлежит Джордану Доррингтону, набравшему 20 980 450 очков.
В версии Tekken для PlayStation игра Galaga использовалась в качестве мини-игры на экране загрузки. В связи с выходом аниме-сериала Space Dandy в 2015 году был выпущен ремейк для iOS — Space Galaga, в котором персонажи и звездолёты из Space Dandy перемежались с игровым процессом Galaga. В том же году была выпущена похожая игра-кроссовер Galaga: Tekken Edition, в которой враги были заменены персонажами из франшизы Tekken. Костюм на тему Galaga также доступен в качестве загружаемого контента в игре LittleBigPlanet 3. Босс Галага появляется как предмет в игре Super Smash Bros. для Nintendo 3DS и Wii U и её продолжении Super Smash Bros. Ultimate, где он может схватить любого игрового персонажа и унести его с экрана. Ultimate также содержит ремикс саундтрека Galaga.